# テキサスタワー
テキサスタワー（英語: Texas Towers）は、アメリカ空軍がアメリカ合衆国北東岸沖合で整備・運用していたレーダーサイト群。5か所が計画され、うち3か所が建造された。石油プラットフォーム技術を基にした施設であり、1958年より運用開始されたが、対象脅威の変化などにより1963年には閉鎖された。

## 概要
1950年代初頭、アメリカ空軍航空宇宙防衛軍団はレーダー網による対空監視設備構築を進めていたが、アメリカ東海岸においては陸上設備からの監視が充分ではなく、敵機来襲時の警報時間が短いという懸念を抱いていた。1952年のマサチューセッツ工科大学のレポートは、石油プラットフォーム技術を基に東海岸沖合の大西洋上にレーダーサイトを建設することによって、レーダー監視範囲を拡げることを提言した。沖合のプラットフォーム上のレーダーにより、警報時間を30分延長することができると結論を出した。これらのタワーの設計および建設予算は1954年1月に承認された。

## 設計
各タワーは3本のケーソンを有し、一辺が200フィート（61メートル）の三角形のプラットフォームであった。構造物は陸上で建造され、現地海上まで曳航の後に、プラットフォーム上に持ち上げられた。レーダーやその他の機材は現地で設置された。
プラットフォームには、居住エリアを含む2層のフロアがあるほか、2本の脚部はディーゼル発電機用の燃料タンクであり、残りの1本には淡水化装置の取水口が設けられた。プラットフォームの屋上は、ヘリポートとしても利用された。プラットフォームから吊り下げられる回転式ガントリーにより、プラットフォーム下部のメンテナンスも行った。
レーダー設備としてAN/FPS-3（後にAN/FPS-20）捜索レーダー1基およびAN/FPS-6高度測定レーダー2基の計3基が設置され、それぞれ直径55フィート（17メートル）のネオプレン製レドームに収納された。陸上との通信は、海底ケーブルが用いられる予定であったが、コスト面で中止となり、AN/FRC-56マイクロ波通信装置が用いられ、プラットフォームに3基のパラボラアンテナが設置された。対船舶や航空機向けにUHF/VHF通信機も用意された。

## タワーの設置
アメリカ合衆国東海岸沖の大西洋上に5か所の設置計画があったが、北側の2か所は予算上の都合により建設中止となった。
| タワーID              | 位置 | 部隊名            | 本土側基地                   | 備考           |
| --------------------- | --- | ----------------- | ---------------------------- | -------------- |
| TT-1                  | ニューハンプシャー州沖カッシーズレッジ 北緯42度53分 西経68度57分 / 北緯42.883度 西経68.950度                                  |                   |                              | 建設中止       |
| テキサスタワー2(TT-2) | ケープコッド沖のジョージズバンク 北緯41度45分0.00秒 西経67度46分0.00秒 / 北緯41.7500000度 西経67.7666667度                    | 第762レーダー中隊 | ノース・トゥルーロ空軍駐屯地 | 1963年運用中止 |
| テキサスタワー3(TT-3) | マサチューセッツ州ナンタケット島沖のナンタケット礁 北緯40度45分00.00秒 西経69度19分0.00秒 / 北緯40.7500000度 西経69.3166667度 | 第773レーダー中隊 | モントーク空軍駐屯地         | 1963年運用中止 |
| テキサスタワー4(TT-4) | ニュージャージー州ロングビーチ島沖 北緯39度48分 西経72度40分 / 北緯39.800度 西経72.667度                                      | 第646レーダー中隊 | ハイランド空軍駐屯地         | 1961年崩壊     |
| テキサスタワー5(TT-5) | ノバスコシア州南側沖のブラウンズバンク 北緯42度47分 西経65度37分 / 北緯42.783度 西経65.617度                                  |                   |                              | 建設中止       |

後方支援は、オーティス空軍基地において、特別に編成された第4604支援中隊によって行われた。機材は当初、H-21ヘリコプターによって行われたが、1962年に3機のSH-3 シーキングヘリコプターに更新された。タワーへの補給艦として、「ニューベッドフォード」（USNS New Bedford, AKL-17）も運用され、ゴムリングを用いて物資の揚陸を行った。この作業は、艦が船位を保持できる干潮時に行われた。

## 運用
テキサスタワー2は最初に1956年5月に限定運用を開始した。1958年に完全運用となり、タワー3もそれに続いた。タワー4は1959年4月に運用開始している。半自動式防空管制組織への連接も行われる予定であったが、海底ケーブルによる接続が中止されたため、手動による情報提供が行われた。
これらのタワーでは、機器による騒音が大きく、振動もあった。また、支持機材が比較的柔軟であり、風や波浪により揺れることもあった。プラットフォームの霧笛が頻繁になることも、隊員にとって負担となった。

### テキサスタワー4
テキサスタワー4は、他のタワーより水深の深いエリアに建造されたため、構造上の問題を有していた。タワー2が水深24mであったの対し、水深56mであった。脚部が長くなったため、単純な円筒形では強度不足になると考えられ、3組の桁が追加され、ジョイントで接続された。そのままでは、プラットフォームの曳航ができなくなったため、構造物を倒して曳航され、現場海域にて垂直に立てられた 。ジョイント部は壊れやすく、輸送中に2か所が壊れ、設置時にさらに1か所が破損した。検査と修理のために、潜水士が何度か派遣され、1960年にはプラットフォーム下部と水面上に桁が追加された。頻繁に揺れるために、常駐隊員は船酔いし、タワー4に対し"オールドシェイキー(Old Shaky)"との呼び名がつけられた。
1960年9月12日にハリケーン・ドナがタワー4付近を通過し、タワー4は構造物の一部や通信用パラボラアンテナのうち1基が失われるなどの深刻な被害を受けた。損害の評価と応急修理の後、最小限の人員を残し、タワーを解体することが決定した。ソ連軍の潜入工作により、精密機器や文書の奪取等の恐れがあるため、迅速な放棄は行われなかった。そのため、解体作業は長引くこととなり、1961年1月の暴風雨の際、連絡不備によりタワーからの避難が遅れることとなった。対潜空母「ワスプ」(USS Wasp, CVS-18）も支援に向かったが、救助はかなわず、タワー4は倒壊した。生存者は見つからなかったが、残骸に閉じ込められた可能性も考慮し、潜水士が派遣された。結局、空軍兵および民間技術者の計28名が行方不明となり、そのうち2名の遺体のみが回収された。

## 運用中止
その後、残り2つのタワーには緊急避難用の脱出カプセルが設置された。タワー4の喪失と大陸間弾道ミサイルの脅威増大により、タワーの再評価が行われ、運用中止となった。電子機器は撤去され、プラットフォームは陸揚げし解体されることとなった。ただし、タワー2は沈没したため、陸上での解体はなされず、タワー3は発泡スチロールによる充填の後、陸上に移され、解体された。なお、レーダーによる警戒はオーティス空軍基地を拠点とするEC-121早期警戒管制機へ引き継がれた。